# Daphne (Alabama)
Daphne es una ciudad ubicada en el condado de Baldwin en el estado estadounidense de Alabama. En el censo de 2000, su población era de 16 581.

## Demografía
En el 2000 la renta per cápita promedia del hogar era de $52,603, y el ingreso promedio para una familia era de $61,563. El ingreso per cápita para la localidad era de $25,597. Los hombres tenían un ingreso per cápita de $46,576 contra $29,052 para las mujeres.

## Geografía
Daphne se encuentra ubicada en las coordenadas 30°37′52″N 87°53′11″O / 30.63111, -87.88639 (30.631289, -87.886440).
Según la Oficina del Censo de los EE. UU., la ciudad tiene un área total de 14.10 millas cuadradas (36.53 km²).